# Amarygmus venetus
Amarygmus venetus es una especie de escarabajo del género Amarygmus, categorizada en la tribu Amarygmini, de la subfamilia Tenebrioninae. Fue descrita por Bremer en 2008.
Mide aproximadamente 7 mm de longitud. Se distribuye por Asia: Indonesia, cerca de las islas Molucas, Bacan y Labuha.